# USS LST-564
O USS LST-564 foi um navio de guerra norte-americano da classe LST que operou durante a Segunda Guerra Mundial.